# Rolfs
Rolfs är en bebyggelse som till 2018 avgränsades till en tätort i Kalix kommun belägen 1 kilometer väster om Kalix centralort. Från 31 december 2018 räknas bebyggelsen som en del av tätorten Kalix. Det ursprungliga namnet på orten (byn) var Rolfsbyn, men från 1600-talet blev Rolfs det namn som allmänt användes.

## Befolkningsutveckling
| Befolkningsutvecklingen i Rolfs 1960–2015 | Befolkningsutvecklingen i Rolfs 1960–2015 | Befolkningsutvecklingen i Rolfs 1960–2015 | Befolkningsutvecklingen i Rolfs 1960–2015 | Befolkningsutvecklingen i Rolfs 1960–2015 |
| ----------------------------------------- | ----------------------------------------- | ----------------------------------------- | ----------------------------------------- | ----------------------------------------- |
|                                           |                                           |                                           |                                           |                                           |
| År                                        |                                           |                                           | Folkmängd                                 | Areal (ha)                                |
| 1960                                      | 1960                                      |                                           | 294                                       |                                           |
| 1965                                      | 1965                                      |                                           | 471                                       |                                           |
| 1970                                      | 1970                                      |                                           | 448                                       |                                           |
| 1975                                      | 1975                                      |                                           | 638                                       |                                           |
| 1980                                      | 1980                                      |                                           | 726                                       |                                           |
| 1990                                      | 1990                                      |                                           | 1 057                                     | 190                                       |
| 1995                                      | 1995                                      |                                           | 1 147                                     | 198                                       |
| 2000                                      | 2000                                      |                                           | 1 172                                     | 199                                       |
| 2005                                      | 2005                                      |                                           | 1 116                                     | 203                                       |
| 2010                                      | 2010                                      |                                           | 1 061                                     | 208                                       |
| 2015                                      | 2015                                      |                                           | 1 001                                     | 215                                       |
| Anm.: Uppgick 2018 i tätorten Kalix       |                                           |                                           |                                           |                                           |

## Näringsliv

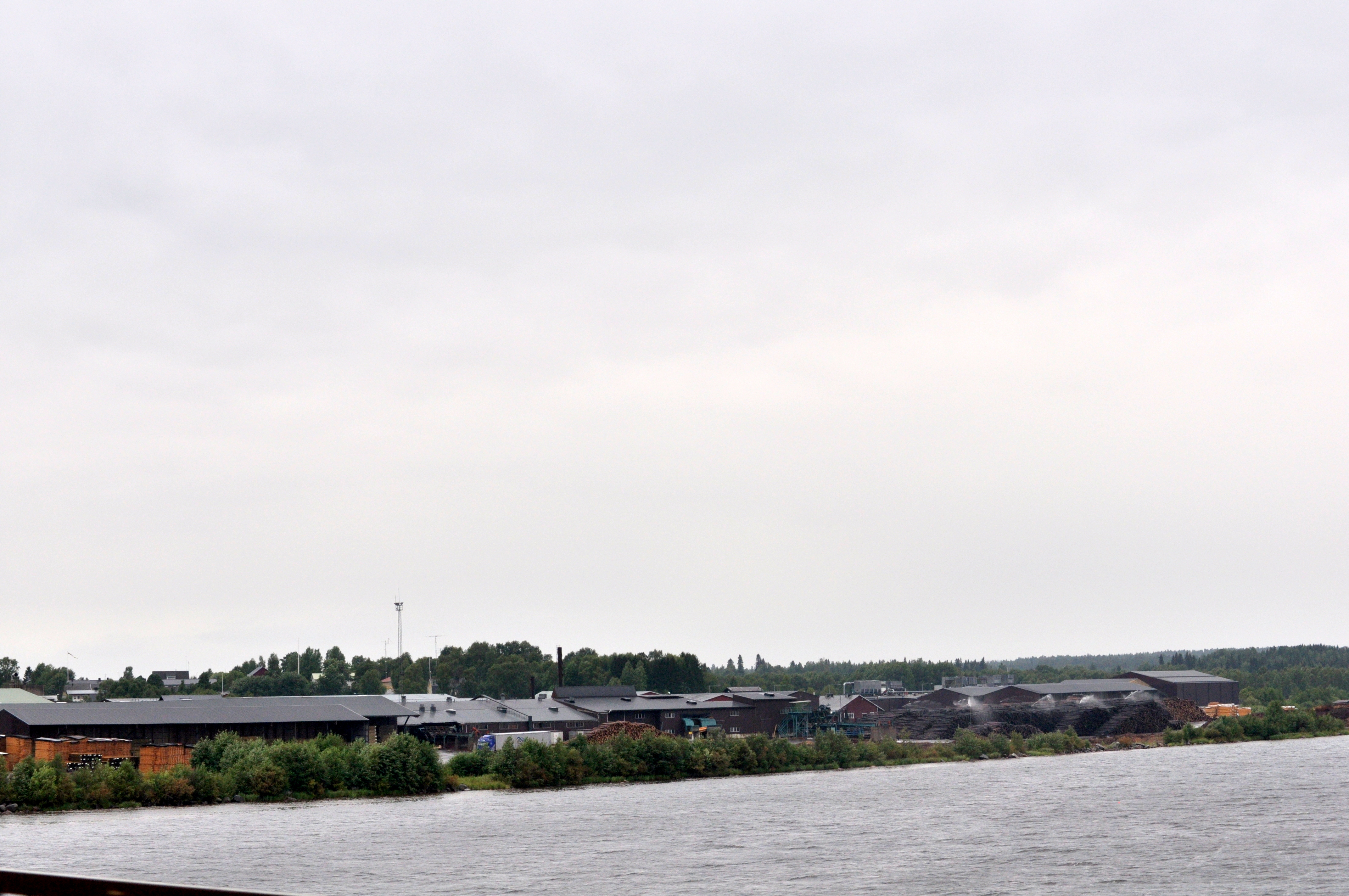
Rolfs såg, sedd från Kalixbron år 2013.

Flera större företag finns på orten, till exempel Mekonomen, bilaffärer och ett flertal småföretag. Åren 1921–2019 fanns Rolfs såg på orten, men vilken lades ned av sin ägare Setra 2019. Sågverksamheten startades dock igen under februari 2021 efter att det i oktober 2020 kom besked om att Rolfs såg var sålt till företaget Stockhult holding, som hade hand om ett sågverk i Glommersträsk.
Vid Rolfs finns grynnan Sandgrynnan, där Sandgrynnans festplats och badplats låg. Där har bland annat artisten Lill Babs uppträtt 8 juli 1962.

## Kommunikationer
Vägsträckan E4 passerar genom orten. Just innan Kalixbron ligger cirkulationsplatsen Kalix Baltica, i folkmun kallad Kråkfällan. Namnet Kråkfällan kommer ifrån att du kan svänga mot byn Nyborg, och byns invånare brukar kallas för kråkor. Sen är det även många olyckor som skett genom att fordon haft för hög hastighet och hamnat nere inuti rondellen där det finns gångbanor, därav ordet fällan. Sture Berglund har formgivit rondellen, och gestaltningen tar sig i form av betong, sten och järn. Gestaltningen ska återspegla mötet mellan älv, hav och människor i Kalix.